# Virius Nicomachus Flavianus
Virius Nicomachus Flavianus (rond 334 - 394) was een laat-antieke Romeinse schrijver en politicus. Hij was aan het einde van de 4e eeuw een van de leiders van de heidense Romeinse aristocratie. Zijn historische werk is weliswaar verloren gegaan, maar was volgens modern onderzoek een belangrijke bron voor latere geschiedsschrijvers. 
Flavianus was een goede vriend van Quintus Aurelius Symmachus. In 390-2 was hij pretoriaanse prefect van Italia. Onder het bewind van de usurper Eugenius (392-394) was hij opnieuw pretoriaanse prefect (393-394) en consul (394). In deze laatste functie werd hij alleen erkend in het territorium van Eugenius. Na de dood van Eugenius in de Slag aan de Frigidus zag Flavianus zich gedwongen zelfmoord te plegen.
- Bibliothèque nationale de France: cb12336450p (data)
- Gemeinsame Normdatei: 118877690
- International Standard Name Identifier: 0000 0000 6317 5159
- Library of Congress Control Number: nr90027550
- Nationale Bibliotheek van Israël: 987013159066205171
- Nederlandse Thesaurus van Auteursnamen: 097782688
- Système universitaire de documentation: 03230997X
- Trove: 1167233
- Virtual International Authority File: 20478290
- WorldCat: E39PBJrgFW6DxK4FQpHWXjvrbd